# Esprit Requien
Esprit Requien  (Avinhão, 1788 — Bonifacio, 1851) foi um naturalista francês, atuando nas áreas de botânica, paleontologia e malacologia.